# National Folk Festival (Australien)
Das National Folk Festival ist ein Musikfestival, das sich der Folkmusik widmet. Es findet jeweils während fünf Tagen in der Osterwoche statt, auf dem Ausstellungsgelände im Stadtteil Mitchell der australischen Hauptstadt Canberra. Das National, wie es auch genannt wird, lockt Tausende von Besuchern aller Alterskategorien aus ganz Australien an.
Das Festival umfasst über 100 Konzerte sowie zahlreiche improvisierte Straßenauftritte, Kurse zur Herstellung, dem Spielen und der Reparatur von Musikinstrumenten und Kurse für Volkstänze aus aller Welt. An drei Abenden findet ein großer Tanz statt; am Freitag ein schottischer Ball, am Samstag ein irischer Céilí und am Sonntag ein australischer Kolonialball.
Erstmals ausgetragen wurde das Festival 1967 in Melbourne. Von 1969 bis 1991 wechselte der Veranstaltungsort jedes Jahr; es waren dies neben Melbourne auch Sydney, Adelaide, Canberra, Brisbane, Fremantle, Alice Springs, Perth und Maleny. Das ständig größer werdende Programm stellte die organisierenden Städte vor zunehmende Probleme. Aus diesem Grund wurde 1992 Canberra als fester Veranstaltungsort bestimmt. 